# Westfield La Maquinista
Westfield La Maquinista es un centro comercial ubicado en la calle de Potosí 2 en el barrio barcelonés de El Buen Pastor del Distrito de San Andrés. El centro fue inaugurado el 14 de junio de 2000 y es propiedad de Unibail-Rodamco-Westfield. Con más de 250 000 m², 242 tiendas y 2800 empleados, es el centro comercial más grande de Cataluña y uno de los mayores de España. En 2012 cerca de 15 millones de personas visitaron el recinto, un 3,5% más respecto al 2011, y facturó un total de 390 millones de euros.

## Datos del centro
El centro tiene una superficie construida que supera los 250 000 m², de ellos, 91 700 m² están destinados al comercio y ocio y 30 000 m² a espacios abiertos como avenidas y plazas. Dispone de 3 niveles (plantas alta, calle y baja) y dos aparcamientos gratuitos, uno subterráneo de 2 plantas y otro exterior, que suman un total de 5500 plazas de estacionamiento. Concentran varios ámbitos como: moda, ocio, restauración, electrónica y alimentación.
La Maquinista nació como proyecto con la reforma urbanística de la ciudad de Barcelona en el año 2000. Se inauguró el 14 de junio de 2000 y fue pionero como centro comercial abierto.
En 2022 cambió su nombre agregando el de la empresa propietaria del centro comercial: Westfield. Sigue siendo el centro comercial en Barcelona con el mayor número de tiendas destacando a Uniqlo, Massimo Dutti, Abercrombie & Fitch, Urban Outfiters, Bimba y Lola o Nike entre varias otras marcas de moda españolas e internacionales. 

## Accesos y transporte
Los accesos y transportes para acceder al centro comercial son los siguientes:

### Tren
- Líneas Línea R2 y R2 Nord de Rodalies de Catalunya: Estación de Sant Andreu

### Metro de Barcelona
- Línea 1: Estaciones de Sant Andreu y Torras i Bages
- Línea 9: Estación de Bon Pastor
- Línea 10: Estación de Bon Pastor

### Autobús urbano
- Líneas diurnas:
  - H8 Línea H8 de la Red Ortogonal de Autobuses de Barcelona
  - 11 Línea 11 de Transportes Metropolitanos de Barcelona.
  - 40 Línea 40 de Transportes Metropolitanos de Barcelona.
  - 42 Línea 42 de Transportes Metropolitanos de Barcelona.
  - 60 Línea 60 de Transportes Metropolitanos de Barcelona.
  - 73 Línea H4 de Transportes Metropolitanos de Barcelona.
  - B19 Línea B19 de Tusgsal.
  - B20 Línea B20 de Tusgsal.
  - M28 Línea M28 de Tusgsal.

- Líneas nocturnas
  - N8 Línea N8 del Nitbus.
  - N9 Línea N9 del Nitbus.

### Bicing
- Estación n.º 264: C/ República Dominicana, 25
- Estación n.º 343: Campana de la Maquinista
- Estación n.º 344: C/ Ciutat d'Asunción, 73 / Potosí

### Vehículo
- Ronda de Dalt (B-20) salida 1
- Ronda del Litoral (B-10) salida 30.

La entrada del aparcamiento subterráneo se realiza desde las calles Potosí o Sao Paulo con Ferran Junoy y del aparcamiento exterior desde la calle República Dominicana.

### A pie
- Planta 0: 4 accesos desde la calle República Dominicana y 1 acceso desde Ciutat d'Asunción.
- Planta 1: 4 accesos desde la calle República Dominicana, 1 acceso desde Sao Paulo y 1 acceso desde Potosí